# Darkness and Hope
Darkness and Hope, musikalbum från 2001 av det portugisiska goth metalbandet Moonspell. Låten "Mr. Crowley", som handlar om Aleister Crowley, är en cover på en Ozzy Osbourne-låt från albumet Blizzard of Ozz.

## Låtlista
1. Darkness and Hope
2. Firewalking
3. Nocturna
4. Heartshaped Abyss
5. Devilred
6. Ghostsong
7. Repaces
8. Made of Storm
9. How We Became Fire
10. Then the Serpents in My Arms
11. Os Senhores Da Guerra
12. Mr. Crowley